# Ivan Zonara
Ivan Zonara ( Ἰωάννης Ζωναρᾶς, fl. 12. stoljeće) je bio bizantski kroničar i teolog koji je živio u Carigradu.
Za vrijeme carevanja Aleksija I. Komnena držao je urede drungarija (grč. δρουγγάριος, lat. drungarius) tagme (τάγμα) Vigle (puni grčki naziv δρουγγάριος τῆς βίγλης, droungarios tēs viglēs) i ured prōtasēkrētisa (πρωτασηκρῆτις, protoasecretis), carevog privatnog tajnika. Nakon Aleksijeve smrti povukao se u samostan sv. Glicerije gdje je proveo ostatak života pišući knjige.
Njegovo najvažnije djelo su Epitome (grč. Ἐπιτομὴ Ἱστοριῶν, lat. Epitome Historiarum) u 18 knjiga. Obuhvaća vrijeme od nastanka svijeta do smrti Aleksija I. Komnena (1118. godine). Starija razdoblja su uvelike preuzeta od Josipa Flavija. Za rimsku povijest slijedio je Diona Kasija Kokcejana sve do ranog 3. stoljeća. Zabilježio je bitku kod Murse.
Jedan je od važnih vrela za hrvatsku povijest. Spominje hrvatsko ime u Duklji u tekstu gdje je opisivao ustanak protiv Bizanta u Makedoniji 1072. Iz njegovih se pisanja vidi da se potkraj ranosrednjovjekovne epohe dio dukljanskog stanovništva nazivao Hrvatima.